# 조선노농총동맹
조선노농총동맹(朝鮮勞農總同盟)은 1924년 4월 16일에 결성된 노동자·농민 조직이다.

## 결성
전국의 노동단체와 농민단체 167개가 모여 결성되었다. 강령으로 ‘노농계급 해방’, ‘완전한 신사회 실현’, ‘자본가 계급과의 투쟁’, ‘노농계급의 복리증진 및 경제적 향상 도모’를 내세웠다. 50명의 중앙집행위원을 두었는데, 이들은 대부분 서울청년회 · 화요회 출신의 사회주의자였다.

## 활동
한때 가입 단체 260여 개, 회원수 5만 3천여 명에 달할 정도로 발전하였다. 노동쟁의·소작쟁의 지원 활동을 주로 했으며, 이외에도 기관지 발행, 형평 운동 지원, 청년운동과의 제휴, 민족개량주의로 지목된 「동아일보」에 대한 규탄 등의 활동을 했다. 1926년 6·10 만세운동 때 조선공산당과 연대하여 운동을 일으키기도 했다.

## 해체
일제의 탄압이 심해지고, 서울청년회파(派)와 화요회파 사이에 주도권 쟁탈전이 일어나고, 노동운동과 농민운동을 분리시켜야 한다는 주장이 제기되는 등 위기를 맞았다. 결국 1927년 9월 6일 조선노동총동맹과 조선농민총동맹으로 분리되었다.